# Apopira
Apopira là một chi bướm đêm thuộc họ Gelechiidae.